# Стор, Анна
Анна Стор (англ. Anna Stoehr; 15 октября 1900 — 21 декабря 2014) — американская долгожительница.

## Биография
Она родилась в Айове, училась в восьми классах сельской школы и переехала со своей семьей сначала в Висконсин, затем в Южную Дакоту, а в 1919 году в Миннесоту, где прожила всю оставшуюся жизнь. После четырёх-пяти лет ухаживаний она вышла замуж за Эрнеста Стора, который оставался её мужем до своей смерти в 1998 году в возрасте 97 лет.
В 1941 году они купили ферму. Она описывала свою жизнь на ферме как «много работы, от Солнца до заката. Имели сад и доили коров, имели цыплят, консервировали всё. Так мы кормили семью».
Она жила самостоятельно до апреля 2013 года, когда она переехала в дом престарелых.
В последний год своей жизни она зарегистрировала аккаунт в Facebook, но не смогла указать возраст, ведь для создания учётной записи она была обязана указать дату рождения после 1 января 1905. Она пожаловалась на соцсеть, и они прислали ей 114 цветов на её 114-й день рождения.
Она умерла 21 декабря 2014 года, в возрасте 114 лет, 67 дней. По данным исследовательской группы геронтологии она была старейшим человеком, живущим в Миннесоте, седьмой старейшей в Соединённых Штатах, и тринадцатой старейшей в мире.